# Chromeurytoma noblei
Chromeurytoma noblei is een vliesvleugelig insect uit de familie Pteromalidae. De wetenschappelijke naam is voor het eerst geldig gepubliceerd in 1940 door Girault.